# San Benedetto (Catania)
De San Benedetto is een kerk in de Siciliaanse stad Catania. De kerk is in de 18e eeuw gebouwd en staat aan de Via dei Crociferi. 
De San Benedetto werd tussen 1704 en 1713 in de stijl van de Siciliaanse barok gebouwd. De gewelven werden door Giovanni Tuccari, Sebastiano Lo Monaco en Matteo Desiderato rond 1750 van fresco's voorzien. Opvallend is het matroneum, dat voorzien is van een hoge balustrade om de nonnen tegen nieuwsgierige blikken te beschermen. 

## Afbeeldingen

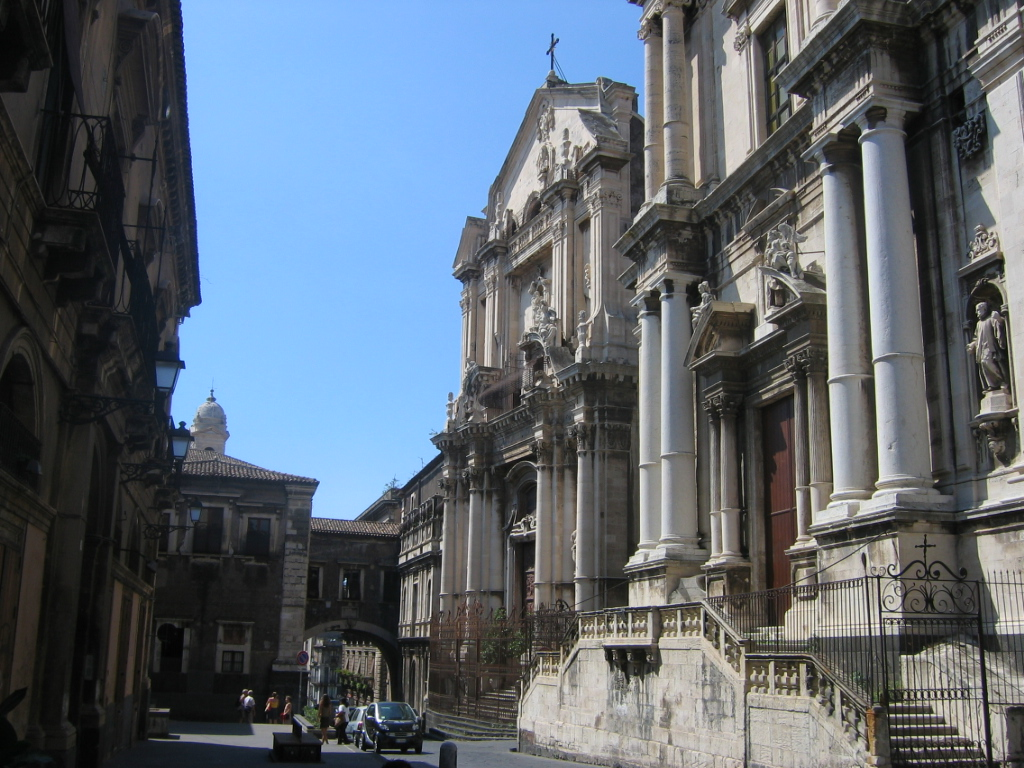
De Via Crociferi
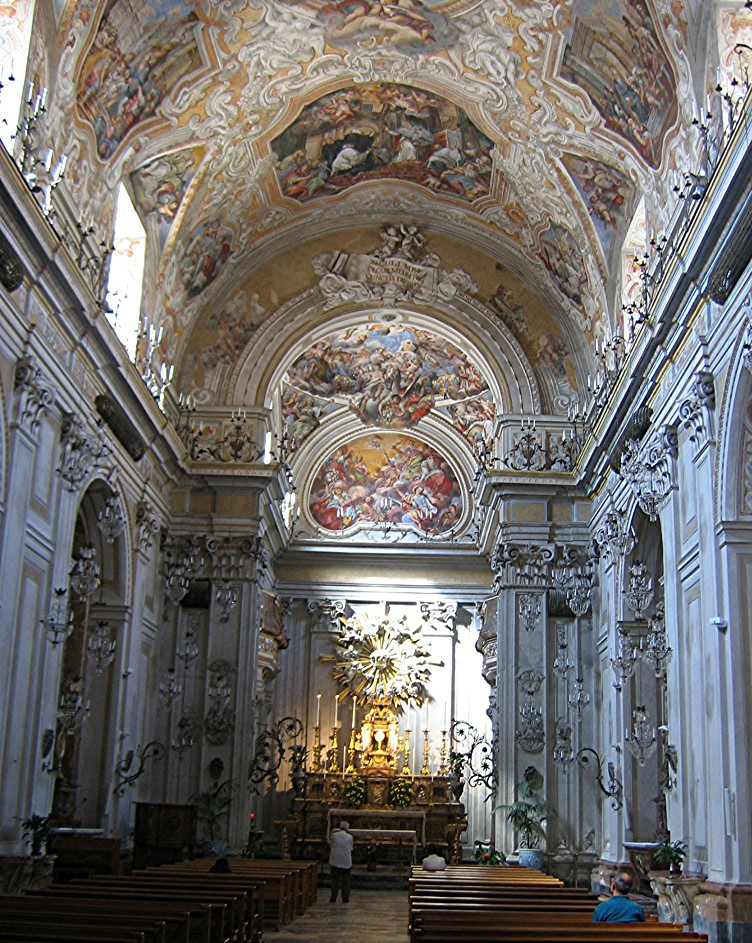
Het altaar
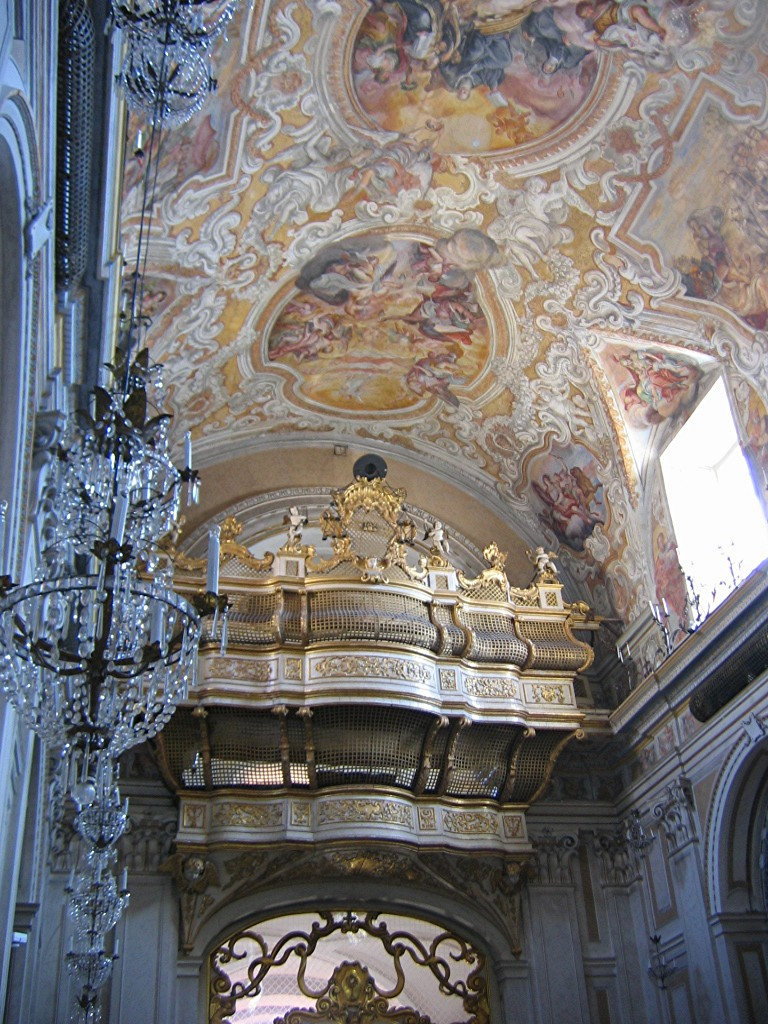
Het matroneum